# Студент

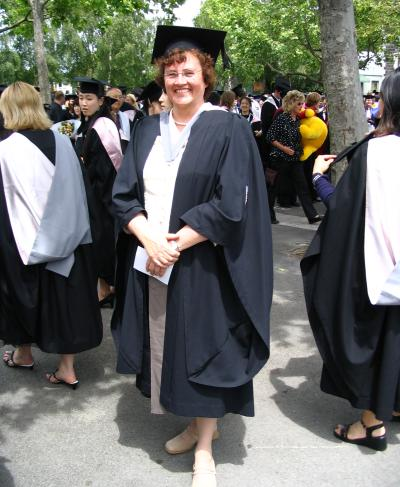

Студе́нт (лат. studens, родовий відмінок studentis — «ретельно працюючий», «такий, що займається») — учень вищого, у деяких країнах і середнього навчального закладу.
У Стародавньому Римі й у середньовіччі студентами називали будь-яких людей, зайнятих процесом пізнання. З організацією в XII ст. університетів термін «студент» став вживатись для означення тих, хто навчається (спочатку й тих, хто викладають) у цих закладах; після введення учених звань для викладачів (магістр, професор тощо) — тільки учнів.
У США, Великій Британії й ряді інших країн студентами називають також учнів які вчаться у коледжі
В Україні студент — це та особа, яка в установленому порядку зарахована до вищого навчального закладу та навчається за денною (очною), вечірньою або заочною, дистанційною формами навчання з метою здобуття певних освітнього й освітньо-кваліфікаційного рівнів.

## Становище в Україні
За законом України 2014 року «Про вищу освіту» здобувачі вищої освіти визначаються як особи, які навчаються у вищому навчальному закладі на певному рівні вищої освіти з метою здобуття відповідного ступеня і кваліфікації.

### Кількість осіб, які здобувають вищу освіту[2][3]
| Навчальний рік | Прийнято студентів у виші I—II рівнів акредитації, тис. | Прийнято студентів у виші ІІІ-IV рівнів акредитації, тис. | Випущено фахівців із вишів I—II рівнів акредитації, тис. | Випущено фахівців із вишів ІІІ-IV рівнів акредитації, тис. | Кількість аспірантів | Кількість докторантів |
| -------------- | ------------------------------------------------------- | --------------------------------------------------------- | -------------------------------------------------------- | ---------------------------------------------------------- | -------------------- | --------------------- |
| 1990/91        | 241,0                                                   | 174,5                                                     | 228,7                                                    | 136,9                                                      | 13374                | …                     |
| 1991/92        | 237,5                                                   | 173,7                                                     | 223,0                                                    | 137,0                                                      | 13596                | 503                   |
| 1992/93        | 212,6                                                   | 170,4                                                     | 199,8                                                    | 144,1                                                      | 13992                | 592                   |
| 1993/94        | 198,9                                                   | 170,0                                                     | 198,0                                                    | 153,5                                                      | 14816                | 765                   |
| 1994/95        | 194,0                                                   | 198,0                                                     | 204,3                                                    | 149,0                                                      | 15643                | 927                   |
| 1995/96        | 188,8                                                   | 206,8                                                     | 191,2                                                    | 147,9                                                      | 17464                | 1105                  |
| 1996/97        | 183,4                                                   | 221,5                                                     | 185,8                                                    | 155,7                                                      | 19227                | 1197                  |
| 1997/98        | 166,2                                                   | 264,7                                                     | 162,2                                                    | 186,7                                                      | 20645                | 1233                  |
| 1998/99        | 164,9                                                   | 290,1                                                     | 156,9                                                    | 214,3                                                      | 21766                | 1247                  |
| 1999/2000      | 170,1                                                   | 300,4                                                     | 156,0                                                    | 240,3                                                      | 22300                | 1187                  |
| 2000/01        | 190,1                                                   | 346,4                                                     | 148,6                                                    | 273,6                                                      | 23295                | 1131                  |
| 2001/02        | 201,2                                                   | 387,1                                                     | 147,5                                                    | 312,8                                                      | 24256                | 1106                  |
| 2002/03        | 203,7                                                   | 408,6                                                     | 155,5                                                    | 356,7                                                      | 25288                | 1166                  |
| 2003/04        | 202,5                                                   | 432,5                                                     | 162,8                                                    | 416,6                                                      | 27106                | 1220                  |
| 2004/05        | 182,2                                                   | 475,2                                                     | 148,2                                                    | 316,2                                                      | 28412                | 1271                  |
| 2005/06        | 169,2                                                   | 503,0                                                     | 142,7                                                    | 372,4                                                      | 29866                | 1315                  |
| 2006/07        | 151,2                                                   | 507,7                                                     | 137,9                                                    | 413,6                                                      | 31293                | 1373                  |
| 2007/08        | 142,5                                                   | 491,2                                                     | 134,3                                                    | 468,4                                                      | 32497                | 1418                  |
| 2008/09        | 114,4                                                   | 425,2                                                     | 118,1                                                    | 505,2                                                      | 33344                | 1476                  |
| 2009/10        | 93,4                                                    | 370,5                                                     | 114,8                                                    | 527,3                                                      | 34115                | 1463                  |
| 2010/11        | 129,1                                                   | 392,0                                                     | 111,0                                                    | 543,7                                                      | 34653                | 1561                  |
| 2011/12        | 105,1                                                   | 314,5                                                     | 96,7                                                     | 529,8                                                      | 34192                | 1631                  |
| 2012/13        | 99,8                                                    | 341,3                                                     | 92,2                                                     | 520,7                                                      | 33640                | 1814                  |
| 2013/14        | 93,9                                                    | 348,0                                                     | 91,2                                                     | 485,1                                                      | 31482                | 1831                  |
| 2014/15        | 69,5                                                    | 291,6                                                     | 79,1                                                     | 405,4                                                      | 27622                | 1759                  |
| 2015/16        | 63,2                                                    | 259,9                                                     | 73,4                                                     | 374,0                                                      | 28487                | 1821                  |
| 2016/17        | 60,6                                                    | 253,2                                                     | 68,0                                                     | 318,7                                                      | 25963                | 1792                  |
| 2017/18        | 59,1                                                    | 264,4                                                     | 61,2                                                     | 359,9                                                      | 24786                | 1646                  |
| 2018/19        | 53,5                                                    | 256,8                                                     | 55,5                                                     | 357,4                                                      | 22829                | 1145                  |

У 2009 році в 444 державних виші поступило 269,2 тис. осіб (із них 9384 «пільговика», зокрема, 2808 осіб, що здобуватимуть освітньо-кваліфікаційний рівень «магістра»).
В Україні здобувають освіту 44 082 іноземці. Понад половина студентів (30 369 осіб) навчається у п'яти містах України. Так, у Харкові вищу освіту здобувають 12 004 особи, у Києві — 7983, в Одесі — 4709, у Луганську — 3340 та Донецьку — 2333 студенти. Найбільше представників серед студентів-іноземців — з Китаю (6258 осіб), Росії (3886 осіб), Туркменістану (3823 осіб), Індії (2852) й Йорданії (2566 осіб). Зокрема, кількість студентів-іноземців становить у:
- Луганському державному медичному університеті — 2241 особа;
- Харківському національному медичному університеті — 1776 осіб;
- Донецькому державному медичному університеті — 1521 осіб;
- Вінницькому національному медичному університеті ім. М. І. Пирогова — 1368 осіб;
- Національному авіаційному університеті — 1338 осіб;
- Національному технічному університеті «Харківський політехнічний інститут» — 1275 осіб;
- Кримському державному медичному університеті ім. С. І. Георгієвського — 1254 осіб;
- Запорізькому державному медичному університеті — 1145 осіб;
- Одеському державному медичному університеті — 1016 осіб.

У 20 медичних закладах навчаються 16,5 тисяч іноземців, що становить 38 % від загальної чисельності іноземних студентів в Україні. Своєю чергою, станом на 2019 рік за кордоном навчаються майже 70 тисяч українських студентів, 10 років тому цей показник був вдвічі меншим.

### Права студентів
Особи, які навчаються у вищих навчальних закладах, мають певний базис прав, який захищений чинним законодавством, підписаними конвенціями, внутрішніми регулятивними документами.

### Студентське самоврядування
Студентське самоврядування визначається як самостійна громадська діяльність студентів із реалізації функцій управління ВНЗ, яка визначається ними та здійснюється відповідно до мети та завдань, що стоять перед студентськими колективами, є невіддільною частиною громадського самоврядування, що забезпечує захист прав і інтересів осіб, які навчаються у вищому навчальному закладі, і їхню участь в управлінні вищим навчальним закладом. Діяльність органів студентського самоврядування координується за чинним законодавством.

### Обов'язки студентів
Особи, які навчаються у вищих навчальних закладах, зобов'язані:
- дотримуватися законодавства України, моральних, етичних норм;
- дотримуватися законів, статуту та правил внутрішнього розпорядку вищого навчального закладу;
- виконувати графік навчального процесу та вимоги навчального плану.
- брати участь у роботах з самообслуговування в навчальних приміщеннях та гуртожитку, допомагати підтримувати належний порядок на територіях, прилеглих до навчальних корпусів, студмістечка, інших культурно-побутових об'єктів, які обслуговують студентів університету;
- дбайливо та охайно ставитись до майна університету (приміщень, меблів, обладнання, інвентарю, навчальних посібників, книжок, приладів та ін.); забороняється без дозволу відповідальних осіб виносити речі та різне обладнання з лабораторій, навчальних та інших приміщень;

### Відрахування, переривання навчання, поновлення і переведення студентів
Особи, які навчаються у вищих навчальних закладах, можуть бути відраховані з вищого навчального закладу:
- за власним бажанням;
- за невиконання навчального плану;
- за порушення умов контракту;
- в інших випадках, передбачених законом.

Особи, які навчаються у вищих навчальних закладах, можуть переривати навчання у зв'язку з обставинами, які унеможливлюють виконання навчального плану (за станом здоров'я, призовом на строкову військову службу у разі втрати права на відстрочку від неї, навчанням чи стажуванням в освітніх і наукових установах іноземних держав тощо). Особам, які перервали навчання у вищих навчальних закладах, надається академічна відпустка.
Поновлення на навчання осіб, які відраховані з вищих навчальних закладів, здійснюється під час канікул.
Особи, які навчаються у вищих навчальних закладах, можуть бути переведені з:
- одного вищого навчального закладу до іншого вищого навчального закладу;
- одного напряму підготовки на інший напрям підготовки в межах однієї галузі знань;
- однієї спеціальності на іншу спеціальність в межах одного напряму підготовки.

Порядок переведення осіб, які навчаються у вищих навчальних закладах, визначається спеціально уповноваженим центральним органом виконавчої влади у галузі освіти та науки.

### Нормативно-правова база
Нормативно-правовими актами, що регулюють питання студентів в Україні є:
- Конвенція ООН про боротьбу з дискримінацією в галузі освіти від 14 грудня 1960 року;
- Рекомендація ООН про боротьбу з дискримінацією в галузі освіти від 14 грудня 1960 року;
- Закон України «Про освіту» від 5 вересня 2017 року № 2145/VIII;
- Закон України «Про вищу освіту» від 1 липня 2014 року № 1556-VII (зі змінами);
- Закон України «Про сприяння соціальному становленню та розвитку молоді в Україні» від 5 лютого 1993 року № 2998-XII (зі змінами);
- Закон України «Про професійні спілки, їх права та гарантії діяльності» від 15 вересня 1999 року № 1045-XIV (зі змінами);
- Закон України «Про відпустки» від 15 листопада 1996 року № 504/96-ВР;
- Закон України «Про прожитковий мінімум» від 15 липня 1999 року № 966-XIV;
- Закон України «Про державні соціальні стандарти та державні соціальні гарантії» від 5 жовтня 2000 року № 2017-III;
- Закон України «Про державну допомогу сім'ям з дітьми» від 21 листопада 1992 року № 2811-XII;
- Закон України «Про статус і соціальний захист громадян, які постраждали внаслідок Чорнобильської катастрофи» від 28 лютого 1991 року № 796-XII;
- Закон України «Про основи соціальної захищеності інвалідів в Україні» від 21 березня 1991 року № 875-XII;
- Закон України «Про загальнообов'язкове державне пенсійне страхування» від 9 липня 2003 року № 1058-IV;
- Закон України «Про індексацію грошових доходів населення» від 3 липня 1991 року № 1282-XII;
- Закон України «Про охорону дитинства» від 26 квітня 2001 року № 2402-III;
- Постанова Кабінету Міністрів України «Про документи про освіту та вчені звання» від 12 листопада 1997 року № 1260;
- Постанова Кабінету Міністрів України «Питання стипендіального забезпечення» від 12 липня 2004 року № 882;
- Постанова Кабінету Міністрів України «Про поліпшення виховання, навчання, соціального захисту та матеріального забезпечення дітей-сиріт і дітей, позбавлених батьківського піклування» від 5 квітня 1994 року № 226 (зі змінами);
- Постанова Кабінету Міністрів України «Про затвердження Порядку надання пільгового проїзду студентам вищих навчальних закладів І-IV рівнів акредитації та учням професійно-технічних навчальних закладів у міському й приміському пасажирському транспорті та міжміському автомобільному і залізничному транспорті територією України» від 5 квітня 1999 року № 541 (зі змінами);
- Постанова Кабінету Міністрів України «Про заходи щодо подальшого вдосконалення надання населенню субсидій для відшкодування витрат на оплату житлово-комунальних послуг, придбання скрапленого газу, твердого та рідкого пічного побутового палива» від 22 вересня 1997 року № 1050;
- Положення про державний вищий навчальний заклад;
- Положення про організацію навчального процесу у вищих навчальних закладах;
- Положення про проведення практики студентів вищих навчальних закладів України;
- Положення про порядок переведення, відрахування та поновлення студентів вищих закладів освіти;
- Положення про академічні відпустки та повторне навчання в вищих закладах освіти;
- Порядок, тривалість та умови надання щорічних відпусток працівникам, які навчаються у вищих навчальних закладах з вечірньою та заочною формами навчання, де навчальний процес має свої особливості;
- Порядок працевлаштування випускників вищих навчальних закладів, підготовка яких здійснювалася за державним замовленням;
- Типові правила внутрішнього розпорядку в студентських гуртожитках навчальних закладів Міністерства освіти України;
- Типове положення про студентське містечко навчального закладу Міністерства освіти України;

## Пам'ятники студентам

Пам'ятник студенту-програмісту біля центрального входу в Харківський національний університет радіоелектроніки

- Скульптура студента з книжкою (МДУ)
- Пам'ятник студенту (Донецьк)
- Пам'ятник студенту-програмісту (Харків)